# 주자랑
도황제(悼皇帝, 1629년 ~ 1644년)는 명나라 제16대 숭정제의 장남이며, 휘는 자랑(慈烺)이다. 시호는 헌민태자(獻愍太子)였다가, 홍광제에 의해 황제로 추존되어 도황제(悼皇帝)가 되었고, 묘호는 순종(順宗)이다. 황제로 추존된 뒤의 정식 시호는 동천합도승명순정강문의무신인헌효도황제(同天合道承明純靖康文懿武神仁献孝悼皇帝)이다.

## 생애
1629년 숭정제의 장남으로 태어났으며, 장렬민황후 주씨 소생이다. 1630년 황태자로 책봉되었다.
이후 1644년 순나라의 이자성이 북경에 당도하자, 숭정제가 후비와 후궁들, 왕녀들을 죽이고 자결하면서 자신의 아들들은 명나라의 부활을 위해 피신시켰다. 태자 주자랑도 이때 피신하였으나 이자성에게 포로로 잡혔고, 이자성은 그를 인질로 삼고 송왕(宋王)으로 봉했다.
그 뒤에는 이자성이 오삼계와 싸울 당시 수행했으며, 이자성이 오삼계에게 패퇴하자 오삼계는 주자랑의 신병을 확보해 명제(明帝)로 옹립하고자 했으나, 뒤이어 북경에 입성한 도르곤이 이를 거절해 결국 주자랑은 산서(山西)로 피신을 가게 되었다.
이후의 행적은 알려져 있지 않으며, 일설에 의하면 순나라군에 의해 살해되었다고 전해진다. 시호는 헌민태자(獻愍太子)였으나, 남명의 안종 홍광제로부터 순종 도황제(順宗 悼皇帝)의 시호를 받았다.

## 가족
- 부황 : 숭정제(崇禎帝, 1611년 ~ 1644년)
- 모후 : 장렬민황후 주씨(중국어판)(1644년 살해됨)
- 비 : 영비(寧妃, 1627년/1628년 ~ 1645년/1646년)

## 기타
태자비 영비는 오삼계에 의해 청나라 섭정왕 예친왕(睿親王) 도르곤에게 바쳐졌다. 그러나 영비는 수절하다가 1645년 혹은 1646년에 사망한다.

## 같이 보기
- 틀:중국 황제 (명)
- 홍광제
- 숭정제